# Bayan Hua, Västra Ujimqin
Bayan Hua (kinesiska: 巴彦花, 巴彦花苏木) är en socken i Kina. Den ligger i den autonoma regionen Inre Mongoliet, i den norra delen av landet, omkring 730 kilometer nordost om regionhuvudstaden Hohhot.
Genomsnittlig årsnederbörd är 575 millimeter. Den regnigaste månaden är juni, med i genomsnitt 165 mm nederbörd, och den torraste är januari, med 4 mm nederbörd.